# Bronisław Bartyński
Bronisław Bartyński (ur. 17 września 1901 w Zaborowie, zm. wiosną 1940 w Charkowie) – kapitan piechoty Wojska Polskiego, ofiara zbrodni katyńskiej.

## Życiorys

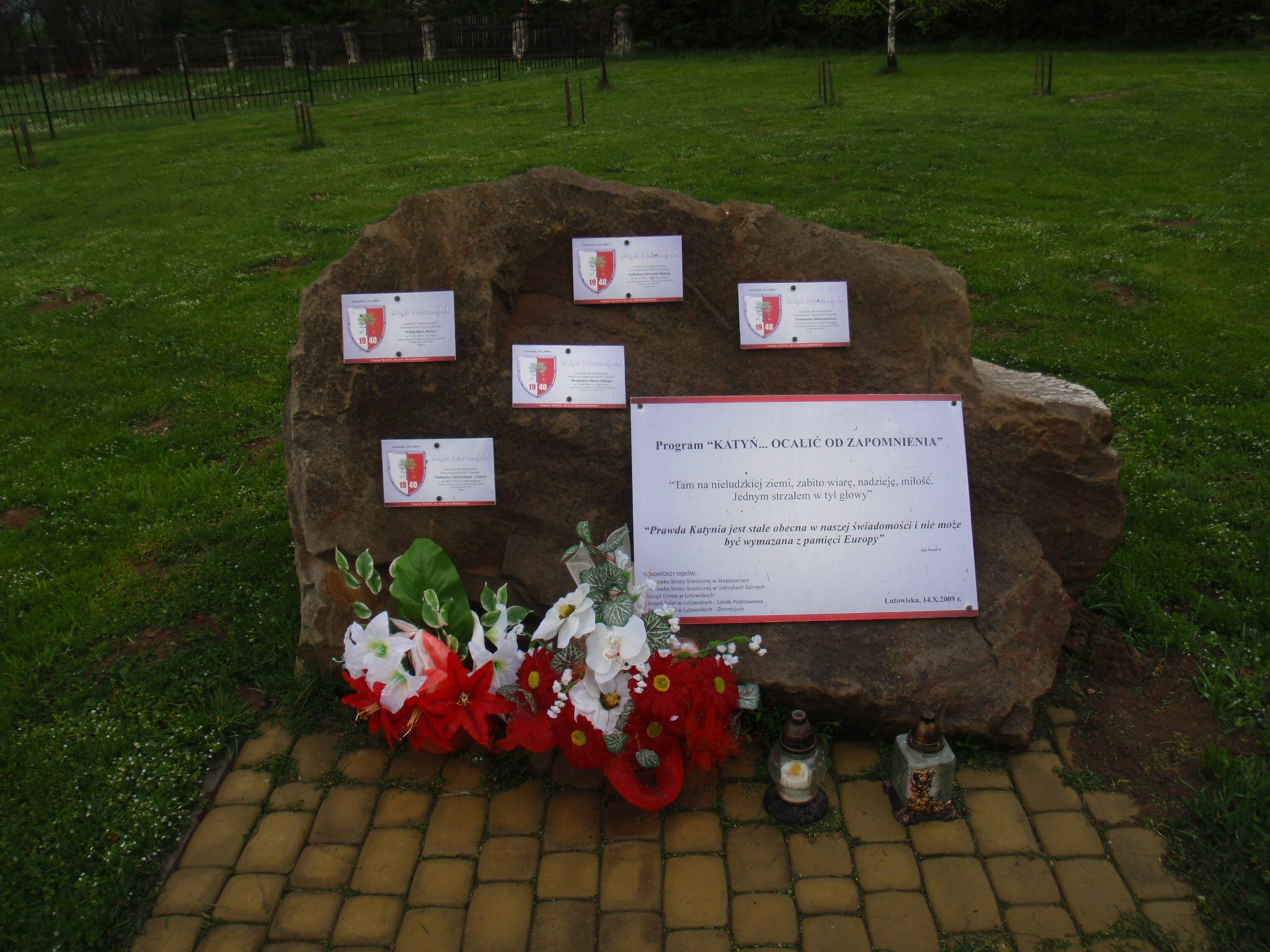
Kamień pamiątkowy obok Dębów Pamięci w Lutowiskach

Bronisław Bartyński urodził się 17 września 1901 w Zaborowie jako syn Władysława i Wiktorii z domu Gierlak. Podczas I wojny światowej był członkiem Polskiej Organizacji Wojskowej. Po odzyskaniu przez Polskę niepodległości został przyjęty do Wojska Polskiego. Początkowo służył w 2 pułku artylerii polowej. Został awansowany na stopień porucznika piechoty ze starszeństwem z dniem 1 grudnia 1922. W latach 20. był oficerem 64 pułku piechoty w Grudziądzu. W 1928 był w kadrze oficerów piechoty. W 1932 był w kadrze Szkoły Podchorążych dla Podoficerów w Bydgoszczy. Od 1932 był oficerem 61 pułku piechoty i Centralnej Szkoły Podoficerów Korpusu Ochrony Pogranicza. Został awansowany na stopień kapitana piechoty ze starszeństwem z dniem 1 stycznia 1935. Przeniesiony do Korpusu Ochrony Pogranicza służył w szeregach batalionu KOP „Osowiec” i batalionu KOP „Łużki”. Od marca 1939 był dowódcą 1 kompanii granicznej batalionu KOP „Delatyn”. Później do czasu mobilizacji w sierpniu 1939 pełnił stanowisko dowódcy kompanii granicznej KOP „Małaszki” w składzie batalionu KOP „Łużki”. Jego przydział mobilizacyjny pozostaje nieznany.
Po wybuchu II wojny światowej, kampanii wrześniowej i agresji ZSRR na Polskę z 17 września 1939 w nieznanych okolicznościach dostał się do niewoli sowieckiej. Przebywał w obozie w Starobielsku. Wiosną 1940 został zamordowany przez funkcjonariuszy NKWD w Charkowie i pogrzebany potajemnie w bezimiennej mogile zbiorowej w Piatichatkach, gdzie od 17 czerwca 2000 mieści się oficjalnie Cmentarz Ofiar Totalitaryzmu w Charkowie. Figuruje na Liście Starobielskiej NKWD pod poz. 107.

## Upamiętnienie
5 października 2007 minister obrony narodowej Aleksander Szczygło mianował go pośmiertnie na stopień majora. Awans został ogłoszony 9 listopada 2007 w Warszawie, w trakcie uroczystości „Katyń Pamiętamy – Uczcijmy Pamięć Bohaterów”.
W ramach akcji „Katyń... pamiętamy” / „Katyń... Ocalić od zapomnienia”, w 2009 został zasadzony Dąb Pamięci honorujący Bronisława Bartyńskiego w Lutowiskach.

## Ordery i odznaczenia
- Medal Niepodległości (2 sierpnia 1931)[19]
- Srebrny Krzyż Zasługi (19 marca 1931)[20]
- Medal Pamiątkowy za Wojnę 1918–1921[1]
- Medal Dziesięciolecia Odzyskanej Niepodległości[1]